# Cyclura rileyi
La iguana de Bahamas (Cyclura rileyi) es una especie de lagarto en grave peligro de extinción. Es endémica de varias islas y cayos de las Bahamas.

## Subespecies
Se reconocen las siguientes según The Reptile Database:
- Cyclura rileyi cristata Schmidt, 1920
- Cyclura rileyi nuchalis Barbour & Noble, 1916
- Cyclura rileyi rileyi Stejneger, 1903

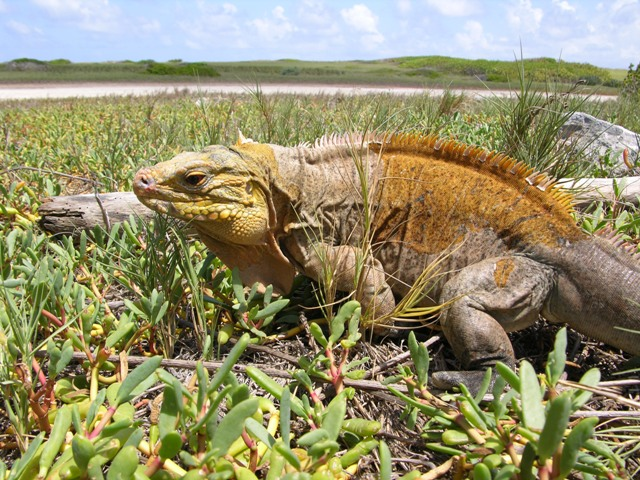
Cyclura rileyi rileyi.